# Panoquina corrupta
Panoquina corrupta is een vlinder uit de familie van de dikkopjes (Hesperiidae). De wetenschappelijke naam van de soort is voor het eerst geldig gepubliceerd in 1865 door Gottlieb August Wilhelm Herrich-Schäffer.